# Crematogaster aurita
Crematogaster aurita  (лат.) — вид муравьёв рода Crematogaster из подсемейства Myrmicinae (Formicidae). Юго-Восточная Азия (Вьетнам, Камбоджа; Таиланд). Обладает двуцветной окраской: красновато-рыжая задняя половина груди (среднегрудка и заднегрудка) и коричневая остальные части тела (чем сходен с  Crematogaster inflata, отличаясь морщинистым телом). Мелкие муравьи (рабочие имеют длину около 4 мм, матки крупнее). Проподеальные шипики на заднегрудке отсутствуют. Основные промеры рабочих муравьёв: HW 0.95–1.84; HL 0.89–1.8; CI 102–110; SL 0.91–1.4; SI 76–96. Усики 11-члениковые (12 у самцов), булава 4-члениковая. Голова субквадратная, немного шире своей длины. Клипеус в средней части своего переднего края немного вогнутый, а его антеро-латеральные углы выступают вперёд. Стебелёк между грудкой и брюшком состоит из двух члеников: петиолюса и постпетиолюса (последний четко отделен от брюшка), жало развито, куколки голые (без кокона). Характерна возможность откидывать брюшко на спину при распылении отпугивающих веществ. Таксон был впервые описан в 1935 году советским энтомологом Владимиром Афанасьевичем Караваевым. Валидный статус вида был подтверждён в ходе родовой ревизии в 2009 году японскими мирмекологами Ш. Хосоиши (Shingo Hosoishi) и К. Огата (Kazuo Ogata; Institute of Tropical Agriculture, Kyushu University, Фукуока, Япония). Входит в состав подрода Physocrema.